# Região Metropolitana do Vale do Itajaí
A Região Metropolitana do Vale do Itajaí ou Vale Europeu é uma região metropolitana brasileira. Criada pela lei complementar estadual n° 162 de 1998, foi extinta pela lei complementar estadual n° 381 de 2007 e reinstituída pela lei complementar estadual n° 495 de 2010. Localiza-se no estado de Santa Catarina. Com uma população de  841.698 habitantes compreendia os municípios de Blumenau, Gaspar, Indaial, Pomerode, Timbó. Sua área de expansão metropolitana engloba onze municípios localizados em torno do núcleo metropolitano.

## Município
| Municípios | População (2022) | Anexado em | Legislação                |
| ---------- | ---------------- | ---------- | ------------------------- |
| Blumenau   | 361 261          | 1998       | Lei complementar estadual |
| Gaspar     | 72 570           | 1998       | Lei complementar estadual |
| Indaial    | 71 549           | 1998       | Lei complementar estadual |
| Pomerode   | 34 289           | 1998       | Lei complementar estadual |
| Timbó      | 46 099           | 1998       | Lei complementar estadual |
| Total      | 585 768          | 1998       | Lei complementar estadual |

## Área de expansão metropolitana
A área de expansão metropolitana da Região Metropolitana do Vale do Itajaí é integrada pelos municípios de:
| Município       | População (2022) |
| --------------- | ---------------- |
| Apiúna          | 9 811            |
| Ascurra         | 8 319            |
| Benedito Novo   | 10 520           |
| Botuverá        | 5 363            |
| Brusque         | 141 385          |
| Doutor Pedrinho | 3 637            |
| Guabiruba       | 24 543           |
| Ilhota          | 17 046           |
| Luiz Alves      | 11 684           |
| Rio dos Cedros  | 10 865           |
| Rodeio          | 12 757           |
| Total           | 255 930          |

## Transporte coletivo
O transporte coletivo na Região Metropolitana do Vale do Itajaí é composto basicamente por ônibus, sendo utilizado largamente para deslocamento da população residente nos municípios de Blumenau, Gaspar, Indaial, Pomerode, Timbó, que formam o núcleo metropolitano, além da área de expansão metropolitana composta por onze municípios (Apiúna, Ascurra, Benedito Novo, Botuverá, Brusque, Doutor Pedrinho, Guabiruba, Ilhota,  Luiz Alves, Rio dos Cedros, Rodeio).
Ele pode ser dividido em:
- Linhas municipais urbanas de Blumenau (Sistema Integrado de Transporte com 6 terminais)  Com mais dois terminais urbanos em construção (Terminal das Itoupavas e Terminal Oeste) é operado pela empresa Blumob.
- Linhas municipais urbanas de Gaspar (com 1 terminal) é operado pela empresa Auto Viação do Vale Ltda.
- Linhas municipais urbanas de Indaial (com 1 terminal) é operado pela empresa Auto Viação Rainha Ltda. (antiga Transporte Coletivo Indaial)
- Linhas municipais urbanas de Pomerode é operado pela Empresa de Transportes Coletivos Volkmann Ltda.
- Linhas municipais urbanas de Timbó é operado pela empresa Lancatur Transporte e Turismo Ltda.
- Linhas municipais urbanas de Apiúna é operado pela empresa Alvostur Transporte e Turismo Ltda.
- Linhas municipais urbanas de Brusque (Sistema Integrado de Transporte, com 1 terminal) é operado pelas empresas Santa Luzia Transporte e Turismo Ltda. – Geneve Turismo e Santa Teresinha Transporte e Turismo S.A. – Brusquetur (antiga Santa Terezinha Transporte e Turismo S.A. – Brusquetur)
- Linhas municipais urbanas de Ilhota é operado pela empresa Auto Viação do Vale Ltda.
- Linhas municipais urbanas de Rio dos Cedros é operado pela empresa Lancatur Transporte e Turismo Ltda.
- Linhas intermunicipais urbanas é operado pelas empresas Auto Viação Rainha Ltda., Viação Verde Vale Ltda., Empresa de Transportes Coletivos Volkmann Ltda., Santa Teresinha Transporte e Turismo S.A., Expresso Presidente Getúlio Ltda., Lancatur Transporte e Turismo Ltda.
- Linhas intermunicipais rodoviárias é operado pelas empresas Auto Viação Catarinense Ltda., Reunidas S.A. Transportes Coletivos, Empresa União de Transportes Ltda., Auto Viação Rainha Ltda., Viação Nossa Senhora dos Navegantes Ltda., Santa Teresinha Transporte e Turismo Ltda., Expresso Presidente Getúlio Ltda., Pluma Conforto e Turismo S.A., Empresa União Cascavel de Transporte e Turismo Ltda. – Eucatur, Viação Itapemirim S.A., Unesul de Transportes Ltda., Auto Viação Venâncio Aires Ltda. – Viasul, Empresa de Ônibus Nossa Senhora da Penha S.A.